# Ribeiras
Ribeiras es una freguesia portuguesa del concelho de Lajes do Pico, con 31,75 km² de superficie y 1.045 habitantes (2001).